# Cradle to Cradle

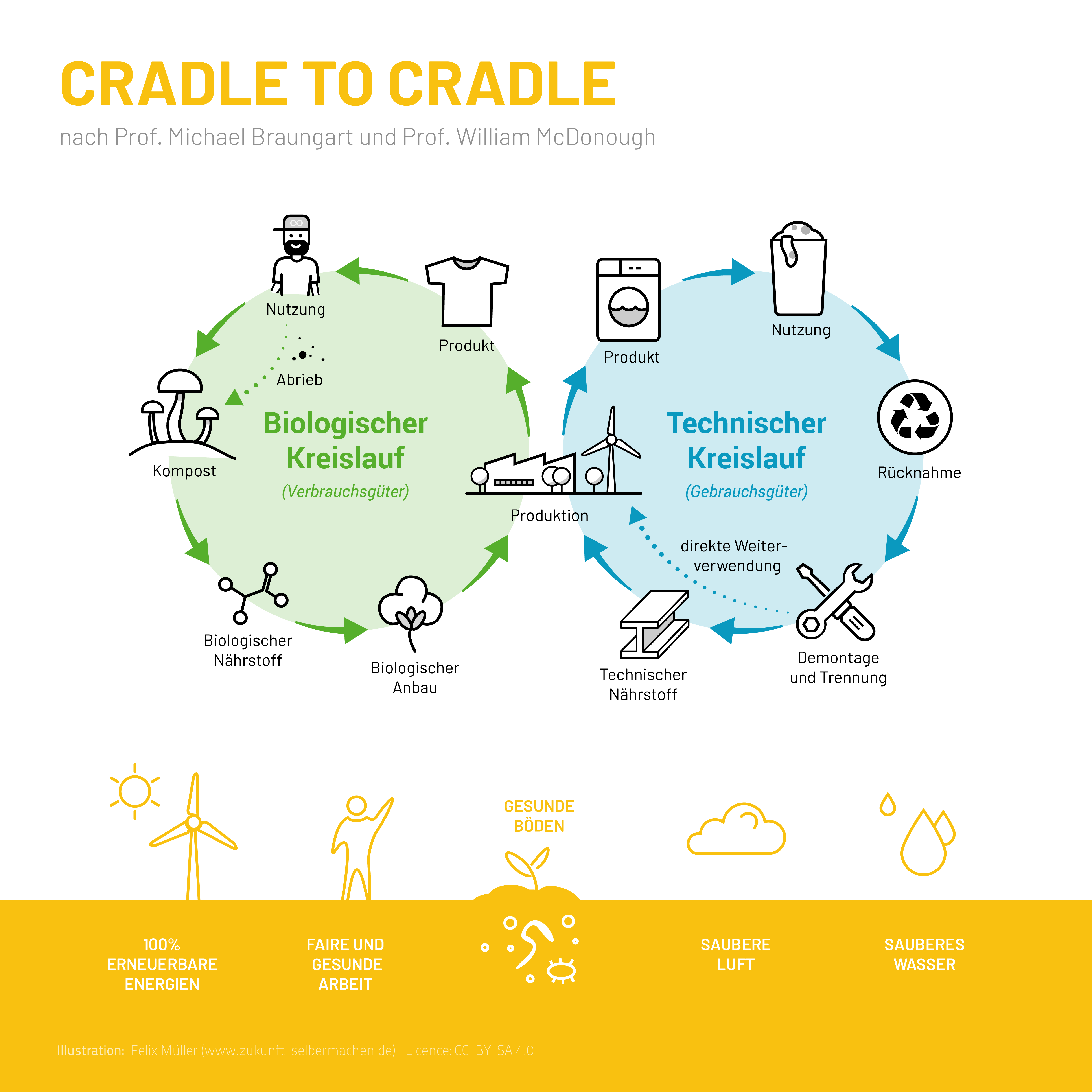
Cradle to Cradle – Funktionsprinzip nach Braungart und McDonough

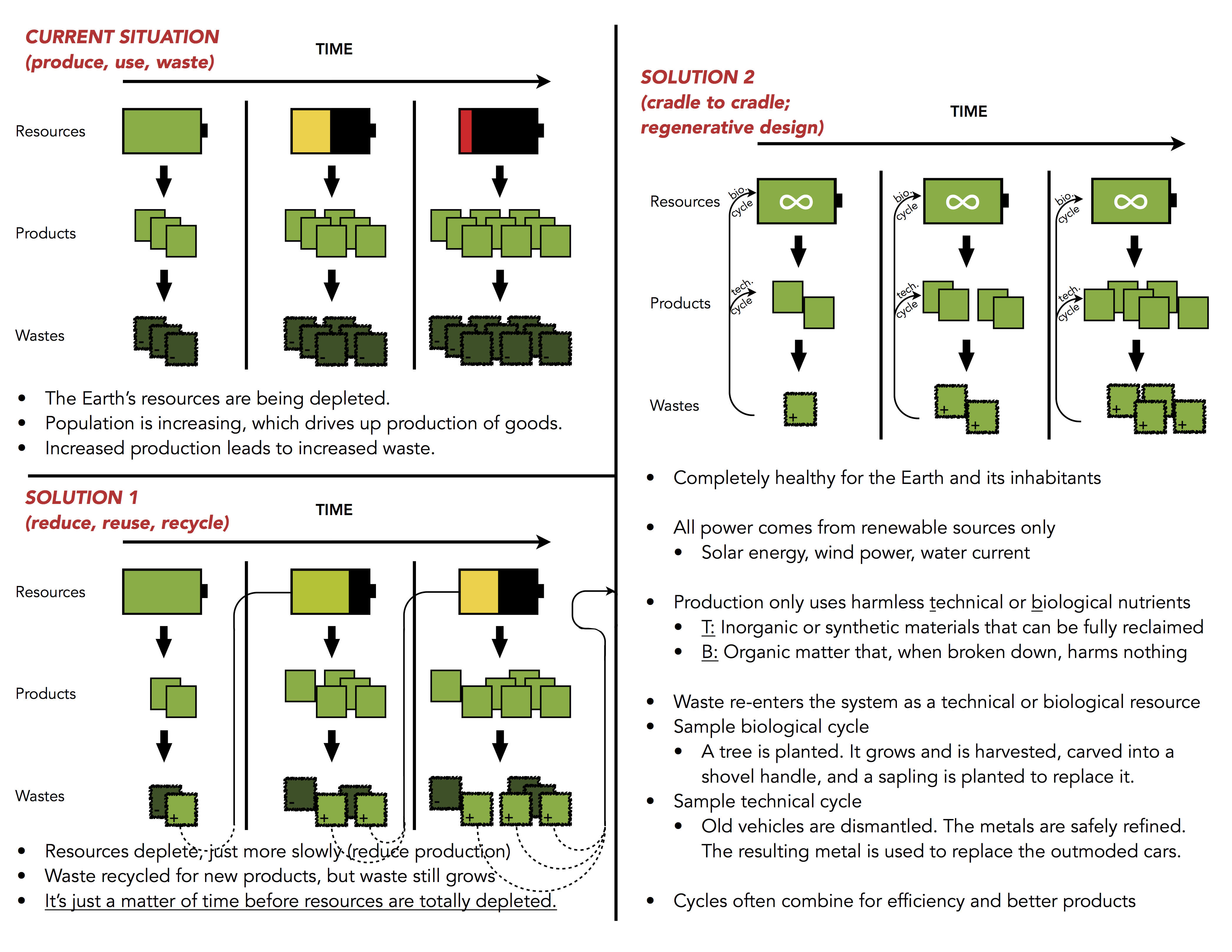
Nachhaltige Produktionsmethoden nach C2C (englisch)

Cradle to Cradle (engl. „von Wiege zu Wiege“, sinngemäß „vom Ursprung zum Ursprung“; abgekürzt auch C2C) ist ein Ansatz für eine durchgängige und konsequente Kreislaufwirtschaft. Das auch als Philosophie bzw. System wahrnehmbare Prinzip wurde Ende der 1990er-Jahre von dem deutschen Chemiker Michael Braungart und dem US-amerikanischen Architekten William McDonough entworfen. „Cradle-to-Cradle-Produkte“ sind demnach solche, die entweder als biologische Nährstoffe in biologische Kreisläufe zurückgeführt oder als „technische Nährstoffe“ kontinuierlich in technischen Kreisläufen gehalten werden können.
Der Begriff ist auch Titel des 2002 erschienenen Buches Cradle to Cradle: Remaking the Way We Make Things von McDonough und Braungart: Darin entwerfen Braungart und McDonough im Kontrast zu „Ökobilanz“ (die den Stoffkreislauf und dessen Umweltwirkungen „von der Wiege bis zur Bahre“ analysieren) und „Ökoeffizienz“ auch den Begriff „Ökoeffektivität“.

## C2C NGO
Der eingetragene Verein „Cradle to Cradle – Wiege zur Wiege“ (Eigenname: C2C NGO) wurde 2012 gegründet. Die gemeinnützige Organisation „vernetzt Wirtschaft, Wissenschaft, Bildung, Politik und Zivilgesellschaft“ mit dem Ziel, eine durchgängige und konsequente Kreislaufwirtschaft, die beim Produktdesign beginnt, zu verbreiten.

## C2C-Zertifizierung
Eine Zertifizierung für Produkte, die bei der Herstellung die Prinzipien von Cradle to Cradle berücksichtigen, wird vom amerikanischen Cradle To Cradle Products Innovation Institute vergeben.